# Dictyonotus setus
Dictyonotus setus là một loài tò vò trong họ Ichneumonidae.